# Società Sportiva Gualdo 2000-2001
Questa pagina raccoglie le informazioni riguardanti la Società Sportiva Gualdo nelle competizioni ufficiali della stagione 2000-2001.

## Rosa
| N. |                       | Ruolo | Calciatore             |
| -- | --------------------- | ----- | ---------------------- |
|    | Italia (bandiera)     | C     | Vito Michele Antonelli |
|    | Italia (bandiera)     | C     | Matteo Arcangeli       |
|    | Italia (bandiera)     | C     | Roberto Balducci       |
|    | Italia (bandiera)     | D     | Davide Barni           |
|    | Italia (bandiera)     | P     | Maurizio Boccafogli    |
|    | Italia (bandiera)     | A     | Carlo Cecconi          |
|    | Italia (bandiera)     | A     | Antonio Chisena        |
|    | Italia (bandiera)     | C     | Giuseppe Ferazzoli     |
|    | Italia (bandiera)     | D     | Salvatore              |
|    | Italia (bandiera)     | A     | Fabio Gentili          |
|    | Italia (bandiera)     | A     | Andrea Lacchi          |
|    | Jugoslavia (bandiera) | D     | Zoran Luzi             |
|    | Italia (bandiera)     | C     | Simone Martinetti      |
|    | Italia (bandiera)     | C     | Omar Melissa           |

| N. |                   | Ruolo | Calciatore        |
| -- | ----------------- | ----- | ----------------- |
|    | Italia (bandiera) | D     | Andrea Merenda    |
|    | Italia (bandiera) | D     | Morris Molinari   |
|    | Italia (bandiera) | C     | Andrea Morosi     |
|    | Italia (bandiera) | P     | Andrea Mosconi    |
|    | Italia (bandiera) | A     | Cosimo Nobile     |
|    | Italia (bandiera) | D     | Roberto Ricca     |
|    | Italia (bandiera) | D     | Antonio Rizzo     |
|    | Italia (bandiera) | D     | Antonio Sconziano |
|    | Italia (bandiera) | A     | Francesco Silvi   |
|    | Italia (bandiera) | A     | Massimo Spagnolli |
|    | Italia (bandiera) | C     | Salvatore Tedesco |
|    | Italia (bandiera) | C     | Fabio Tega        |
|    | Italia (bandiera) | C     | Santo Torre       |
|    | Italia (bandiera) | C     | Ivano Trotta      |